# Mexikanische Badmintonmeisterschaft 1937
Die Mexikanische Badmintonmeisterschaft 1937 fand in Mexiko-Stadt statt. Es war die fünfte Auflage der nationalen Titelkämpfe von Mexiko im Badminton.	

## Titelträger
| Disziplin    | Sieger                                       |
| ------------ | -------------------------------------------- |
| Herreneinzel | Florentino Martínez Rico                     |
| Dameneinzel  | Lena Strackbein                              |
| Herrendoppel | Florentino Martínez Rico William R. Jennings |
| Damendoppel  | F. Martinez Rico A. Mayer                    |
| Mixed        | Florentino Martínez Rico P. Gutiérrez        |